# Beaconsfield (Inglaterra)
Beaconsfield es una localidad del Reino Unido, ubicada al sudeste del Condado de Buckinghamshire. La ciudad, muy próxima a Londres, alberga la Escuela Nacional de Cine y Televisión del Reino Unido y el parque Bekonscot, el primer parque en miniatura del mundo.

## Historia

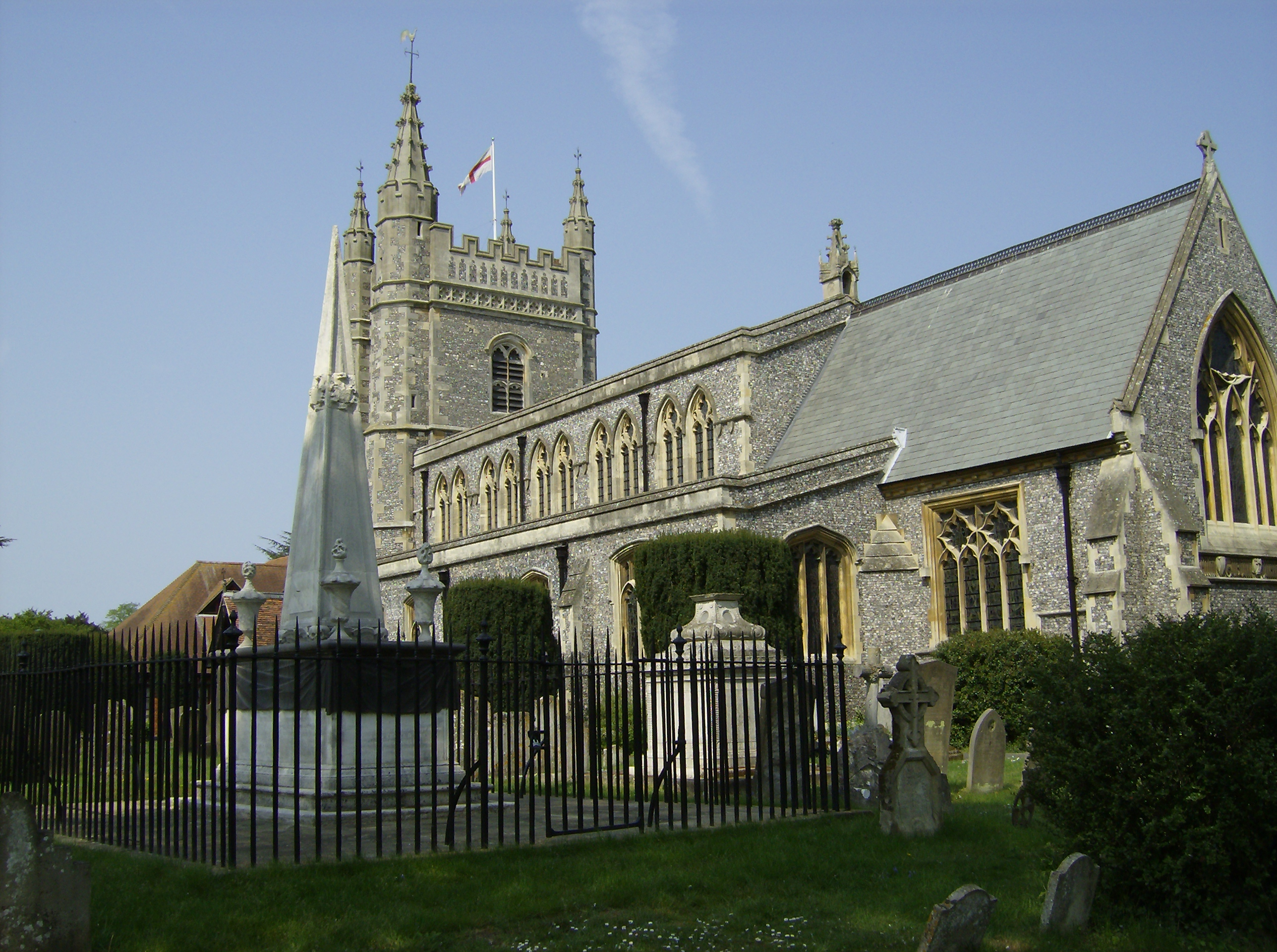
Iglesia de Santa María y de Todos los Santos donde se encuentra la tumba de Edmund Waller

La ubicación de Beaconsfield a medio camino entre Londres y Oxford hizo que la ciudad se convirtiera ya en la Edad Media en un importante puesto comercial y en una de las ciudades más ricas de Europa, incluso hoy en día, es una de las zonas con mayor renta per cápita de Inglaterra.
Durante la Época victoriana, Benjamin Disraeli, quien fuera dos veces primer ministro del Reino Unido y tres veces ministro de Hacienda fijó su residencia en la cercana Hughenden Manor. En 1876 fue nombrado por la Reina Victoria, primer conde de Beaconsfield.
Los escritores G. K. Chesterton, Edmund Burke y el poeta Edmund Waller fueron vecinos de la localidad y se encuentran enterrados en ella. Junto a la tumba de este último se erigió un obelisco en memoria de todos ellos. 

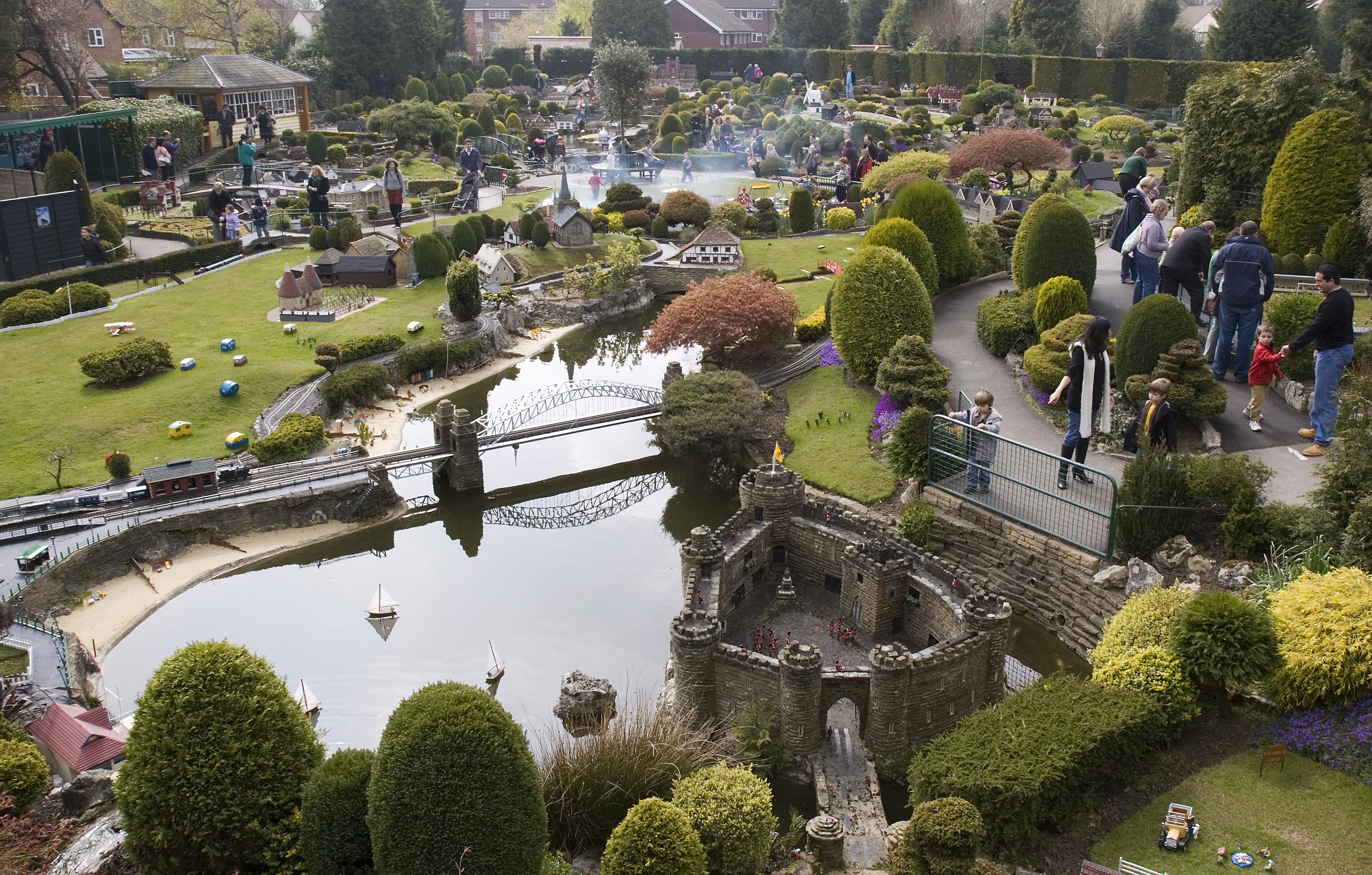
Bekonscot

Durante la década de 1920, fueron construidos en Beaconsfield, el parque de miniaturas Bekonscot, el primero de estas características que se construyó en el mundo y los estudios cinematográficos Beaconsfield Film Studios. 
En 1971 se crea la prestigiosa Escuela Nacional de Cine y Televisión del Reino Unido, calificada por el Hollywood Reporter en 2014 como la número 1 de las 15 mejores escuelas de cine internacionales.

## Ciudades hermanas
- Langres, Francia, desde 1995[7]

## Vecinos ilustres
- Enid Blyton (1897 – 1968) escritora de literatura infantil afincada en la localidad[8]
- Edmund Burke (1729 – 1797) escritor, filósofo y político, considerado el padre del liberalismo-conservadurismo británico[9]
- G. K. Chesterton (1874 – 1936) escritor y periodista[10]
- James Corden (1978)  actor, comediante, cantante, guionista, productor y presentador de televisión
- Beverley Craven (1963) cantante pop
- Benjamin Disraeli (1804 – 1881) político, escritor y aristócrata británico, que ejerció dos veces como primer ministro del Reino Unido, fue líder de la Muy Leal Oposición de Su Majestad y tres veces ministro de Hacienda del Reino Unido.
- Robert Frost (1874 – 1963) poeta estadounidense que vivió en Beaconsfield en 1912[11]
- Wendy Hiller (1912 – 2003) actriz de teatro[12]
- Sir Gore Ouseley (1770 – 1844) empresario, lingüista y diplomático[13]
- Sir Terry Pratchett (1948 – 2015) escritor de literatura fantástica y ciencia ficción[14]
- Edmund Waller (1606 – 1687) Poeta[15]
- Bert Weedon (1920 – 2012) Guitarrista